# ジョン・ハミルトン (第3代ベルヘイヴン＝ステントン卿)
第3代ベルヘイヴン＝ステントン卿ジョン・ハミルトン（英語: John Hamilton, 3rd Lord Belhaven and Stenton、1674年以降 – 1721年11月17日）は、スコットランド貴族。スコットランド貴族代表議員（在任：1715年 – 1721年）、バルバドス総督（在任：1721年）を務めたが、バルバドスに向かう道中で船難に遭って死去した。

## 生涯
第2代ベルヘイヴン＝ステントン卿ジョン・ハミルトン（1656年7月5日 – 1708年6月21日）と妻マーガレット（Margaret、旧姓ハミルトン（Hamilton）、1717年1月4日没、初代準男爵サー・ロバート・ハミルトンの娘）の長男として生まれた。
1708年6月21日に父が死去すると、ベルヘイヴン＝ステントン卿位を継承した。
1715年イギリス総選挙でスコットランド貴族代表議員に選出され、同年6月12日に王太子ジョージ（のちの国王ジョージ2世）の寝室侍従に任命された。同年のジャコバイト蜂起では1715年11月13日のシェリフミュアの戦いでイースト・ロジアン騎兵隊を率いて参戦した。
1721年にバルバドス総督に任命されたが、バルバドスに向かう道中、ザ・リザード沖で船難に遭って死去した。長男ジョンが爵位を継承した。

## 家族
アン・ブルース（Anne Bruce、1707年8月19日埋葬、エディンバラの商人アンドルー・ブルースの娘）と結婚、4男1女をもうけた。
- ジョン（1764年9月29日没） - 第4代ベルヘイヴン＝ステントン卿[1]
- アンドルー（1736年没） - 陸軍士官、生涯未婚[1]
- ジェームズ（1777年1月25日没） - 第5代ベルヘイヴン＝ステントン卿[1]
- ロバート（1743年没） - 陸軍少佐、生涯未婚[1]
- マーガレット - アレクサンダー・バード（Alexander Baird、サー・ウィリアム・バードの息子）と結婚[1]